# كريستيان ينسن (كاتب)
كريستيان ينسن (بالألمانية: Christian Jensen)‏ (و. 1857 – 1936 م) هو كاتب ألماني، توفي في شلسفيغ، عن عمر يناهز 79 عاماً.